# Politických vězňů (Praha)
Ulice Politických vězňů na Novém Městě v Praze začíná v Jindřišské ulici (jako pokračování Panské ulice), zleva do ní ústí ulice Olivova, potom křižuje Opletalovu a Washingtonovu a končí u Pražské magistrály, která má v těchto místech název Wilsonova ulice, proti budově Státní opery.

## Historie a názvy
Původní název ulice po založení Nového Města byl Angelova. Angelo z Florencie, jeden z nejznámějších lékárníků středověké Prahy, byl osobním lékárníkem Karla IV. Lékárnu měl na Malém náměstí a pro své léky využíval převážně byliny z vlastní zahrady, pro kterou mu Karel IV. přidělil pozemek o rozloze zhruba jednoho hektaru v místech nynější hlavní pošty; říkalo se jí podle zakladatele Andělská zahrada (Hortus Angelicus). Údajně v ní byly také vodní nádrže, sedátka i klece s ptáky. Karel IV. prý v zahradě rád pobýval a během svého pobytu v Praze v roce 1354 ji navštívil také básník Francesco Petrarca.
Od roku 1757 až do roku 1946 se ulice jmenovala Bredovská podle hrabat z Bredova; hrabě Josef Breda, královský hejtman Starého Města, tu vlastnil dům. Ten byl z rozhodnutí císařovny Marie Terezie v roce 1780 přeměněn na sirotčinec, po novorenesanční přestavbě v letech 1870–1872 nese po tehdejším majiteli název Schebkův palác.
Ulice původně směřovala na jihovýchod k městským hradbám, na jejichž místě byly po roce 1875 vybudovány dnešní Vrchlického sady.
V roce 1946 dostala ulice název Politických vězňů, který připomíná politické vězně vyslýchané a mučené gestapem v období německé okupace v takzvané "Pečkárně", bývalém Petschkově paláci.

## Významné budovy a místa
- na nároží ulic Jindřišská a Politických vězňů se nachází objekt pražské Hlavní pošty, původně novorenesanční budova postavená v letech 1871–1874 (architekt Antonín Brandner) a následně rozšiřovaná. Hlavní průčelí je v Jindřišské, v bočním traktu (Politických vězňů 909/4) sídlí ředitelství České pošty
- Palác Ringhoffer (Politických vězňů 1511/5), novorenesanční budova z roku 1871, sídlo Františka Ringhoffera a nájemní dům, upravený po roce 1914 secesní přestavbou architekta Františka Kavalíra na reprezentativní bankovní sídlo
- Schebkův palác, zvaný i Andělský dům (Politických vězňů 936/7), novorenesanční budova z let 1870 až 1873 navržená architektem Vojtěchem Ignácem Ullmannem pro podnikatele a barona Jana Schebka, stavitelem byl František Havel; předchozí stavba se zahradou patřila k Bredovskému dvoru. Sídlí zde Národohospodářský ústav Akademie věd ČR
- budova Ředitelství Buštěhradské dráhy (Politických vězňů 1531/9), novorenesanční stavba vystavěná v letech 1871–1874 jako doplnění sousedního Schebkova paláce (rovněž architekt Vojtěch Ignác Ullmann), od roku 1990 sídlo KSČM
- administrativní budova Vítkovického hutního těžařství (Politických vězňů 1419/11), klasicistní, památkově chráněná (architekt Jan Kotěra),[2] sídlo Svazu strojírenské technologie
- klasicistní měšťanský dům U Rossmüllerů (Politických vězňů 935/13, vchod Olivova 2), tzv. Bredovský dvůr, památkově chráněný (architekt Josef Maličký)[3]
- pamětní deska Tarase Ševčenka[4] – na boční stěně nárožního domu v Opletalově ulici 929/22
- bytový dům Politických vězňů 1597/19, památkově chráněný (architekt Josef Benischek)[5]
- bývalý Bankovní dům Petschek a spol. (Politických vězňů 929/18)[6]
- Petschkův palác (Politických vězňů 931/20), postavený v letech 1923–1929 podle návrhu architekta Maxe Spielmanna, dnes Ministerstvo průmyslu a obchodu České republiky
- na nároží ulic Washingtonova a Politických vězňů je tzv. Palác Potomac, rekonstruovaná historická budova (hlavní průčelí je ve Washingtonově, boční Politických vězňů 1599/23)
- Vrchlického sady – jižní cíp parku